# Ptólico de Egina
Ptólico de Egina (en griego antiguo: Πτόλιχος, lit. 'Ptolichus') fue un escultor griego natural de la isla de Egina.

## Biografía y obras
Era hijo y discípulo de Sinoón, y vivió entre las Olimpiadas 75 y la 82 (es decir, entre el 460 a. C. y 448 a. C.). 
Esculpió, que se sepa, dos estatuas de ganadores olímpicos: Teogneto de Egina y Epicradio de Mantinea, descritas por Pausanias.